# Canton du Châtelet-en-Brie
Le canton du Châtelet-en-Brie est une ancienne division administrative française, située dans le département de Seine-et-Marne et la région Île-de-France.

## Composition
Le canton du Châtelet-en-Brie groupe 13 communes jusqu'en mars 2015 :
- Le Châtelet-en-Brie, 4 469 habitants
- Chartrettes, 2 593 habitants
- Moisenay, 1 150 habitants
- Sivry-Coutry, 1 012 habitants
- Fontaine-le-Port, 965 habitants
- Pamfou, 936 habitants
- Blandy-les-Tours, 770 habitants
- Valence-en-Brie, 877 habitants
- Les Écrennes, 619 habitants
- Machault, 702 habitants
- Échouboulains, 534 habitants
- Féricy, 641 habitants
- Châtillon-la-Borde, 226 habitants

## Représentation

### Conseillers généraux de 1833 à 2015
| Période           | Identité                                                   | Parti                      | Qualité |
| ----------------- | ---------------------------------------------------------- | -------------------------- | --- |
| 1833-1841 (décès) | Marquis Charles-Félix de Choiseul-Praslin                  |                            | Propriétaire au Châtelet-en-Brie Pair de France (1814-1815)                                                                                    |
| 1842-1847 (décès) | Charles de Choiseul-Praslin (fils du précédent)            | Majorité ministérielle     | Chevalier d'honneur de la Duchesse d'Orléans Pair de France Député (1839-1842)                                                                 |
| 1848-1868 (décès) | Jean Thomas de Maussion (1788-1868)                        |                            | Colonel, maire de Féricy, conseiller d'arrondissement Propriétaire du château de la Salle                                                      |
| 1868-1870         | Vicomte Alexandre Olympe Aguado (1830-1893)                |                            | Chambellan de Napoléon III Propriétaire à Sivry-Courtry                                                                                        |
| 1870-1876 (décès) | Henri Mainot (1835-1876)                                   |                            | Propriétaire et cultivateur à Fontainebleau |
| 1876-1881 (décès) | Baron Léon Marie Stanislas Héron de Villefosse (1841-1881) | Républicain                | Propriétaire à Féricy |
| 1881-1903 (décès) | Eugène Thomas                                              | Républicain                | Propriétaire - Maire des Écrennes puis Maire de Fontainebleau (1896-1903) Sénateur (1900-1903)                                                 |
| 1903-1940         | Edme Sommier (1873-1945)                                   | Conservateur               | Industriel - Propriétaire du château de Vaux-le-Vicomte, commune de Maincy Nommé membre de la Commission administrative départementale en 1941 |
|                   |                                                            |                            | |
| 1945-1976 (décès) | Pierre Brun                                                | Rad.Ind. puis UDR puis RPR | Exploitant forestier Maire du Châtelet-en-Brie (1929-1971) Sénateur (1958-1959 et 1968-1976) Président du Conseil Général (1953-1958)          |
| 1976-1979         | Pierre Le Guen (1927-2009)                                 | UDF                        | Directeur de caisse d'assurances Maire de Féricy                                                                                               |
| 1979-1985         | Martine Noël                                               | PS                         | Chargée de mission au secrétariat d'Etat aux DOM-TOM, Blandy-les-Tours Conseillère régionale (1979-1982)                                       |
| 1985-1998         | Pierre Le Guen                                             | DVD                        | Directeur de caisse d'assurances Maire de Féricy                                                                                               |
| 1998-2004         | Tino Petruzzi                                              | DVG                        | Educateur spécialisé Maire de Chartrettes (1989-2001) Député-suppléant de Pierre Carassus                                                      |
| 2004-2015         | Jean Dey                                                   | Les Verts                  | Diplômé en biologie Ancien Conseiller Municipal de Chartrettes Premier Vice-Président du Conseil Général                                       |

| Candidat       | Parti                             | %       | Voix  |
| -------------- | --------------------------------- | ------- | ----- |
| Jean Dey       | Europe Écologie Les Verts         | 58,88 % | 2 562 |
| André Ducelier | Union pour un mouvement populaire | 41,2 %  | 1 795 |

### Conseillers d'arrondissement (de 1833 à 1940)
| Période                                  | Période      | Identité                   | Étiquette               | Qualité |
| ---------------------------------------- | ------------ | -------------------------- | ----------------------- | --- |
| 1833                                     | 1839         | M. de Luynes               |                         | Capitaine adjoint d'état-major de la Garde nationale à Paris, maire de Valence                              |
| 1839                                     | 1848         | Jean Thomas de Maussion    |                         | Propriétaire du château de la Salle, maire de Féricy                                                        |
|                                          |              |                            |                         | |
| 1871                                     | 1874         | Charles Lamoureux          |                         | Notaire, maire du Châtelet                                                                                  |
| 1874                                     | 1880         | M. Laraison                |                         | Médecin |
| 1880                                     | 1886         | Jacques Odenot             | Républicain             | Notaire, maire du Châtelet                                                                                  |
| 1886                                     | 1888 (décès) | Louis Allaire              |                         | Ancien major, propriétaire à Héricy                                                                         |
| 1888                                     | 1919         | Anatole Foiret (1846-1925) |                         | Ingénieur, propriétaire à Fontaine-le-Port et à Féricy                                                      |
| 1919                                     | 1931 (décès) | Baron Jean Berthemy        |                         | Ancien officier supérieur d'infanterie, maire de Châtillon-la-Borde                                         |
| 1931                                     | 1937 (décès) | Ferdinand Soupeaux         | Radical                 | Maire de Fontaine-le-Port                                                                                   |
| 1937                                     | 1940         | Émile Foiret               | Républicain indépendant | Propriétaire agriculteur à Héricy                                                                           |
| 1940                                     |              |                            |                         | Les conseils d'arrondissement ont été suspendus par la loi du 12 octobre 1940 et n'ont jamais été réactivés |
| Les données manquantes sont à compléter. |              |                            |                         | |

## Démographie
| 1962  | 1968  | 1975  | 1982   | 1990   | 1999   | 2006   | 2011   | 2012   |
| ----- | ----- | ----- | ------ | ------ | ------ | ------ | ------ | ------ |
| 6 945 | 6 786 | 7 973 | 10 925 | 12 749 | 14 610 | 15 176 | 15 416 | 15 511 |